# Králova Lhota (ort i Hradec Králové)
Králova Lhota är en ort i Tjeckien. Den ligger i den centrala delen av landet, 110 km öster om huvudstaden Prag. Králova Lhota ligger 270 meter över havet och antalet invånare är 190.
Terrängen runt Králova Lhota är platt. Runt Králova Lhota är det ganska glesbefolkat, med 42 invånare per kvadratkilometer. Närmaste större samhälle är Hradec Králové, 15,1 km sydväst om Králova Hota. Trakten runt Králova Lhota består till största delen av jordbruksmark.